# Koksownia Jadwiga
Koksownia Jadwiga – koksownia w Zabrzu należąca do JSW Koks SA, będącego częścią grupy kapitałowej JSW. 

## Historia
Zakład uruchomiono w 1884 roku przy Hucie Borsiga w Zabrzu. W trakcie pierwszej wojny światowej oraz w latach następnych aż do 1929 roku zdolności produkcyjne koksowni wynosiły 750 ton koksu na dobę. W 1980 roku Koksownia „Jadwiga” weszła w skład Kombinatu Koksochemicznego Zabrze, a od 2014 roku należy do grupy kapitałowej Jastrzębskiej Spółki Węglowej. Zakład eksportuje koks głównie na rynek austriacki, słowacki i niemiecki. W ofercie jest koks przemysłowy oraz koks łamany. Roczna produkcja koksowni to ok. 280 tys. ton. 